# Пруди
Пруди — деревня в Хваловском сельском поселении Волховского района Ленинградской области.

## История
Деревня Пруди, состоящая из 23 крестьянских дворов, упоминается на карте Ф. Ф. Шуберта 1844 года.

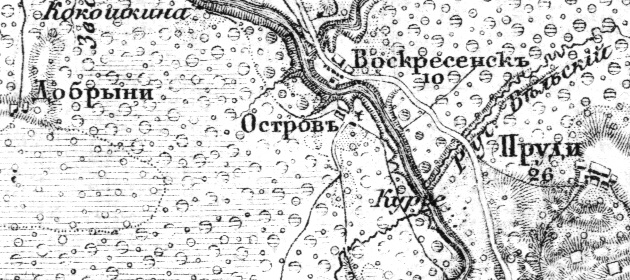
Деревня Пруди на карте 1872 года

Согласно карте Ф. Ф. Шуберта 1872 года деревня Пруди насчитывала уже 26 крестьянских дворов.
Сборник Центрального статистического комитета описывал её так:

ПРУДЫ — деревня бывшая владельческая при реке Сясе, дворов — 30, жителей — 106; Лавка. (1885 год)

В конце XIX — начале XX века деревня административно относилась к Сугоровской волости 1-го стана 1-го земского участка Тихвинского уезда Новгородской губернии.

ПРУДИ — деревня Прудского сельского общества, число дворов — 34, число домов — 34, число жителей: 94 м. п., 108 ж. п.; 

Занятие жителей — земледелие и лесные заработки. Часовня, мелочная лавка, смежна с деревней Курье . (1910 год)

Согласно военно-топографической карте Петроградской и Новгородской губерний издания 1915 года деревня Пруди состояла из 26 дворов.
С 1917 по 1918 год деревня Пруды входила в состав Сугоровской волости Тихвинского уезда Новгородской губернии.
С 1918 года в составе Череповецкой губернии.
С 1927 года в составе Воскресенского сельсовета Тихвинского района.
С 1928 года в составе Волховского района. В 1928 году население деревни составляло 218 человек.
Согласно карте Ленинградской области Северо-западного аэрогеодезического треста ГГУ издания 1932 года деревня насчитывала 19 крестьянских дворов.
С 1946 года в составе Новоладожского района.
В 1958 году население деревни составляло 50 человек.
С 1963 года вновь в составе Волховского района.
По данным 1966 года деревня называлась Пруды и входила в состав Воскресенского сельсовета.
По данным 1973 года деревня называлась Пруди и также входила в состав Воскресенского сельсовета.
По данным 1990 года деревня Пруди входила в состав Хваловского сельсовета.
В 1997 году в деревне Пруди Хваловской волости постоянного населения не было, в 2002 году — проживали 11 человек (все русские).
В 2007 году в деревне Пруди Хваловского СП — 6 человек.

## География
Деревня расположена в юго-восточной части района на автодороге 41К-399 (ур. Курья — Белое).
Расстояние до административного центра поселения — 21 км.
Расстояние до ближайшей железнодорожной станции Колчаново — 41 км.
Деревня находится на правом берегу реки Сясь, близ места впадения в неё Бельского ручья.

## Демография
| 1885 | 1910 | 1997 | 2007 | 2010 | 2017 |
| ---- | ---- | ---- | ---- | ---- | ---- |
| 106  | ↗202 | ↘0   | ↗6   | ↗23  | ↘7   |

### Национальный состав
Согласно данным Всероссийской переписи населения 2021 года в деревне проживали 9 человек, все русские.